# Magnetisk flux
Magnetisk flux {\displaystyle \Phi _{B}} er det magnetiske felt {\displaystyle \mathbf {B} } integreret over arealet på en flade {\displaystyle S}:
{\displaystyle \Phi _{B}=\int _{S}\mathbf {B} \cdot {\text{d}}\mathbf {A} }
Her er {\displaystyle {\text{d}}\mathbf {A} } en infinitesimalt arealelement, der peger vinkelret på overfladen.
Hvis fladen er lukket - dvs. omslutter et volumen - er fluxet 0 jf. Gauss' lov om magnetisme:
{\displaystyle \Phi _{B}=0}
Flux, der kommer ind i et volumen, må altså også komme ud af volumenet. Hvis der skulle være et flux forskelligt fra nul, skulle den lukkede flade omslutte en magnetisk monopol, men en sådan størrelse eksisterer ikke.
For en åben flade - dvs. en flade med kant - giver ændringer i fluxet anledning til en elektromotorisk kraft jf. Faradays induktionslov:
{\displaystyle {\mathcal {E}}=-{\frac {{\text{d}}\Phi _{B}}{{\text{d}}t}}}
Dette er teorien bag elektromagnetisk induktion.